# برند لمان
برند لمان (انگلیسی: Bernd Lehmann؛ زادهٔ ۱ سپتامبر ۱۹۴۷) بازیکن فوتبال اهل آلمان است.
از باشگاه‌هایی که در آن بازی کرده‌است می‌توان به باشگاه فوتبال دویسبورگ و باشگاه فوتبال استراسبورگ اشاره کرد.